# Rivière Belle Kedgwick
Pour les articles homonymes, voir Kedgwick.
La rivière Belle Kedgwick coule dans la paroisse de Saint-Quentin, dans le comté de Restigouche, au Nouveau-Brunswick, au Canada.
La "rivière Belle Kedgwick" constitue un affluent de la rive ouest de la rivière Kedgwick, laquelle coule vers le sud-est jusqu'à la rive ouest de la rivière Ristigouche; cette dernière coule vers le nord jusqu'à la frontière du Québec, puis vers l'est jusqu'à la rive ouest de la Baie-des-Chaleurs. Cette dernière s'ouvre vers l'est sur le Golfe du Saint-Laurent.

## Géographie
La rivière Belle Kedgwick prend sa source dans une zone de marais dans le Nord-Ouest du Nouveau-Brunswick.
La source de la rivière Belle Kedgwick est située à:
- 2,0 km à l'est de la frontière entre le Québec et le Nouveau-Brunswick;
- 13,7 km à l'ouest de la confluence de la rivière Belle Kedgwick;
- 66,9 km au nord du centre-ville de Edmundston.

Le cours de la rivière Belle Kedgwick coule du côté nord du cours de la Branche Sud de la rivière Kedgwick.
À partir de sa source, la "rivière Belle Kedgwick" coule sur 18,3 km:
- 5,3 km vers le sud-est dans la paroisse de Saint-Quentin, jusqu’au Fire Trail Branch (venant de l'ouest). Note: ce segment est désigné Branche du milieu de la rivière Belle Kedgwick;
- 1,8 km vers le nord-est, jusqu’au LeBlanc Gulch (venant du nord-ouest);
- 1,9 km vers le sud-est, jusqu'au Six Mile Gulch (venant de l'ouest);
- 4,7 km vers le nord-est, jusqu'au McDonald Gulch (venant du nord);
- 1,5 km vers l'est, jusqu'à Indian Gulch (venant du nord-ouest);
- 3,1 km vers le sud-est, jusqu'à la confluence de la « rivière Belle Kedgwick »[1].

La « rivière Belle Kedgwick » se déverse sur la rive ouest de la rivière Kedgwick, en zone forestière.
La confluence de la "rivière Belle Kedgwick" est située à:
- 43,8 km au nord-ouest de la confluence de la rivière Kedgwick;
- 71,3 km au nord-est du centre-ville de Edmundston;
- 9,5 km au sud de la frontière entre le Québec et le Nouveau-Brunswick;
- 0,9 km en amont de la confluence de la Branche Sud de la rivière Kedgwick (venant du sud-ouest).